# آندره ویلم
آندره ویلم (فرانسوی: André Wilms‎؛ زادهٔ ۲۹ آوریل ۱۹۴۷ – ۹ فوریهٔ ۲۰۲۲) بازیگر اهل فرانسه بود. وی از سال ۱۹۷۰ تا ۲۰۲۲ مشغول فعالیت بود. 
از فیلم‌هایی که وی در آن نقش داشته، می‌توان به ماری کوری: جسارت دانش، اروپا اروپا، کتاب‌خوان، لو آور، دوزخ، آمریکانو، بدون اینکه اثری از خود بجا بگذارد، مبلغان، اعتبار رز، به گل رز خوش آمدید و یوها اشاره کرد.